# Onda Rossa Posse
Onda Rossa Posse est un groupe italien de hip-hop, originaire de Rome, actif entre 1987 et 1991. Il se compose de Ice One, Castro X et Militant A. La durée du groupe est éphémère mais il représente un moment important pour la naissance du genre musical « rap italien  ».

## Histoire
Le groupe collectif, dirigé par le rappeur Militant A, épouse un courant culturel politiquement engagé et proche des centres sociaux. Il fait référence à Radio Onda Rossa, une expérience de la section romaine du Mouvement autonome, et au Forte Prenestina, un fort militaire situé dans la banlieue de Rome, qui est devenu au fil des ans un symbole du hip-hop italien, en tant que groupe « posse ».
En 1990, le groupe sort le vinyle Batti il tuo tempo, ouvert par les notes de Ennio Morricone et traversé par la version instrumentale de I Go to Work de Kool Moe Dee, un rythme dur couplé à un langage brut combinant musique et politique. Cette autoproduction qui se vend à plusieurs milliers d'exemplaires par d'autres moyens que les magasins de musique, marque l'une des premières expériences italiennes, placée dans le contexte de la bataille politique déclarée par le collectif.
En réponse à la Première Guerre du Golfe, le groupe publie Bagdad 1.9.9.9.1 qui critique durement le comportement des États-Unis, les alliés, mais aussi les symboles de l'information, tels que CNN et la Rai.

## Discographie
- 1990 : Batti il tuo tempo
- 1991 : Baghdad 1.9.9.1.